# Jeziorna (stacja kolejowa)
Jeziorna – stacja kolejowa w Konstancinie-Jeziornie na torze łączącym 937. Stacja obsługuje wyłącznie ruch towarowy i nigdy nie obsługiwała innego. Znajduje się na niej punkt zdawczo-odbiorczy EC Siekierki.